# Stefaniola contermina
Stefaniola contermina är en tvåvingeart som beskrevs av Fedotova 1984. Stefaniola contermina ingår i släktet Stefaniola och familjen gallmyggor.
Artens utbredningsområde är Kazakstan. Inga underarter finns listade i Catalogue of Life.